# Xabier Zabalo
Xabier Zabalo Imaz nacido el 2 de septiembre de 1987, en Olazagutía, es un ciclista profesional español. Es profesional desde 2010, cuando debutó en el equipo Orbea.
Hasta la fecha no ha conseguido ninguna victoria como profesional.

## Palmarés
Todavía no ha conseguida ninguna victoria como profesional.

## Resultados en Grandes Vueltas y Campeonato del Mundo
Durante su carrera deportiva ha conseguido los siguientes puestos en las Grandes Vueltas y en los Campeonatos del Mundo en carretera:
| Carrera         | 2010 | 2011 |
| --------------- | ---- | ---- |
| Giro de Italia  | -    | -    |
| Tour de Francia | -    | -    |
| Vuelta a España | -    | -    |
| Mundial en Ruta | -    | -    |

-: No participa

## Equipos
- Orbea (2010-2012)